# Käferberg
Käferberg är en kulle i Schweiz.   Den ligger i distriktet Bezirk Zürich och kantonen Zürich, i den centrala delen av landet, 90 km nordost om huvudstaden Bern. Toppen på Käferberg är 571 meter över havet.
Terrängen runt Käferberg är kuperad åt sydväst, men åt nordost är den platt. Runt Käferberg är det mycket tätbefolkat, med 2 261 invånare per kvadratkilometer.. Närmaste större samhälle är Zürich, 4,9 km sydost om Käferberg. 
Runt Käferberg är det i huvudsak tätbebyggt.